# 十日町市立里山科学館 越後松之山「森の学校」キョロロ
十日町市立里山科学館 越後松之山「森の学校」キョロロ（とおかまちしりつ さとやまかがくかん えちごまつのやま もりのがっこう キョロロ）とは、新潟県十日町市松之山口にある博物館（科学館）。里山の生物多様性をテーマとした参加体験型の自然科学館であり、企画展・常設展や四季通じた豊富な体験プログラムが実施されている。

## 概要
1990年代から進められた十日町広域市町村圏の「ニューにいがた里創プラン」「妻有郷アートネックレス整備構想」において、6市町村（当時）それぞれに拠点施設「自然体感型ふれあい文化施設（ステージ）」が整備されることとなり、このうち松之山町（当時）に整備されたのが当施設である。2003年7月の大地の芸術祭 越後妻有アートトリエンナーレにあわせて同町立の施設として開館したが、2005年4月の同町と十日町市との合併以降、十日町市立施設となる。
長さ160メートル、重さ2000トンの耐候性鋼板の建物。世界有数の豪雪地帯松の山の雪の中に埋もれる。巨大なアクリルの窓からは雪の断面が見える。設計は手塚貴晴＋手塚由比。ヴェネツィア・ビエンナーレ出展を機会に世界から知られる建物となった。展望室の全高は33.49m、展望は30m。建物表面の赤茶けた色は耐候性鋼板特有の「錆び」の色であり、鋼材と密着する ことで保護膜となり、内部の腐食化を抑えている。
館名は、合併前の旧松之山町の町の鳥アカショウビンの鳴き声に由来する。

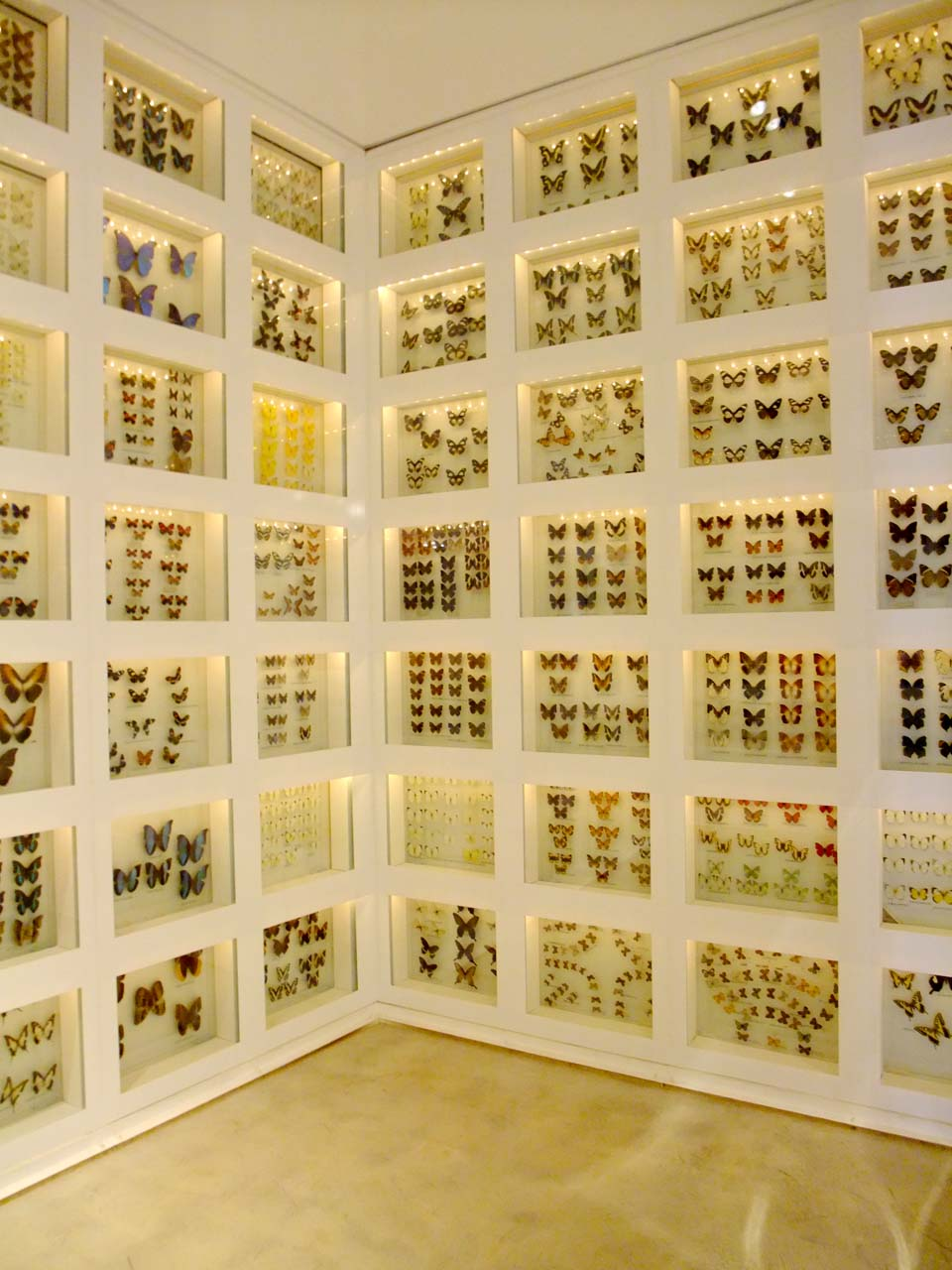
志賀夘助の昆虫コレクション
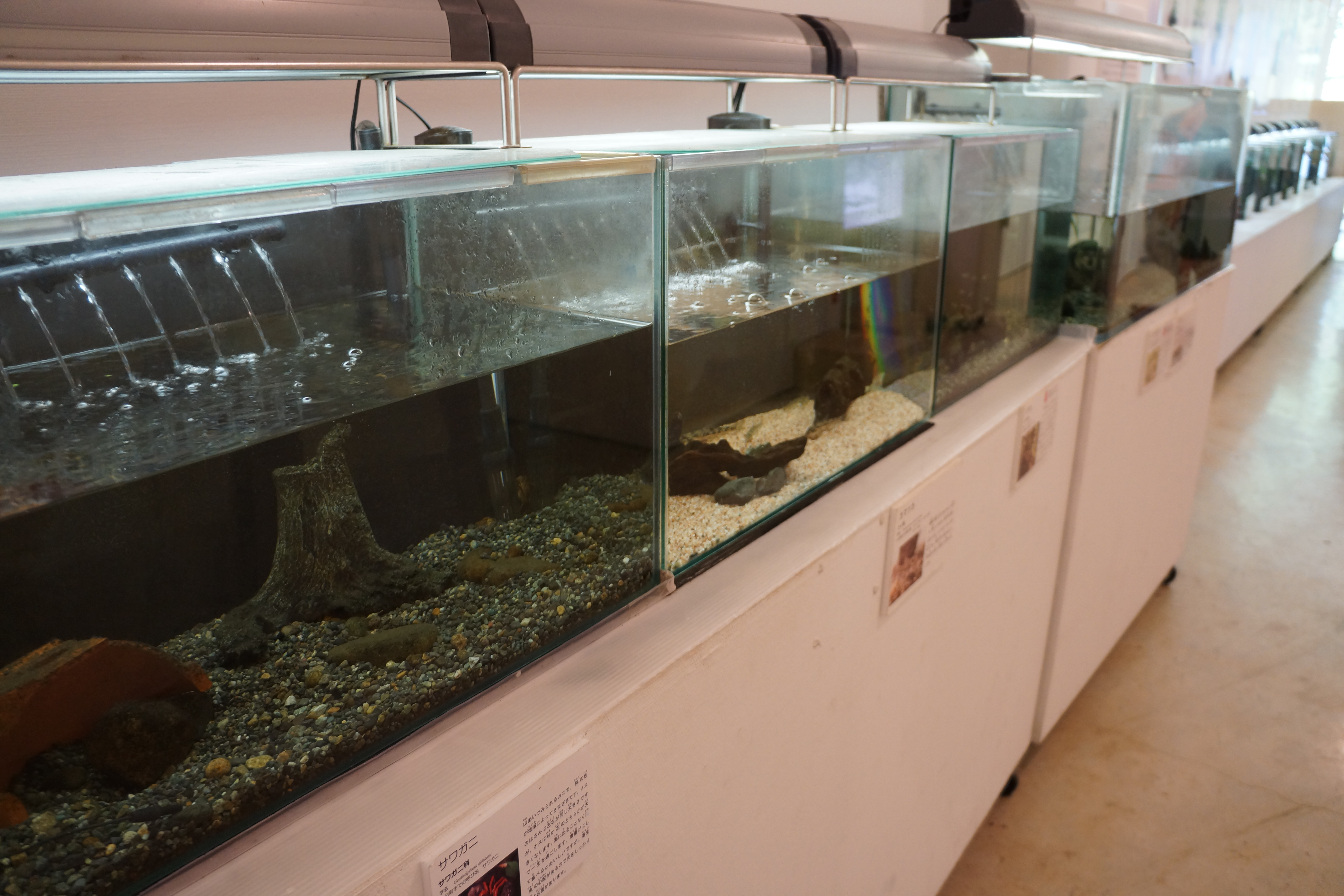
森の水族館
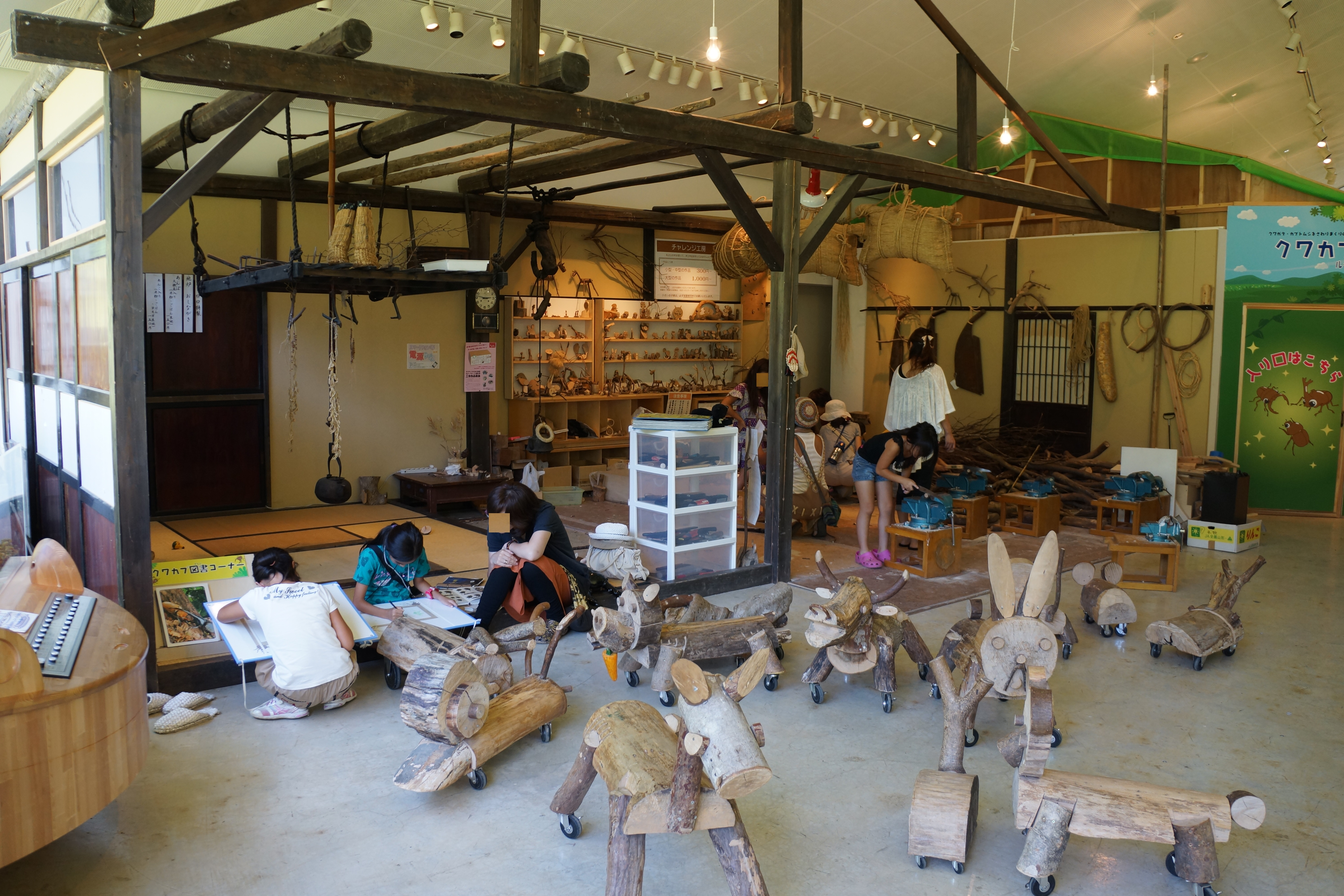
里山文化・木工体験コーナー
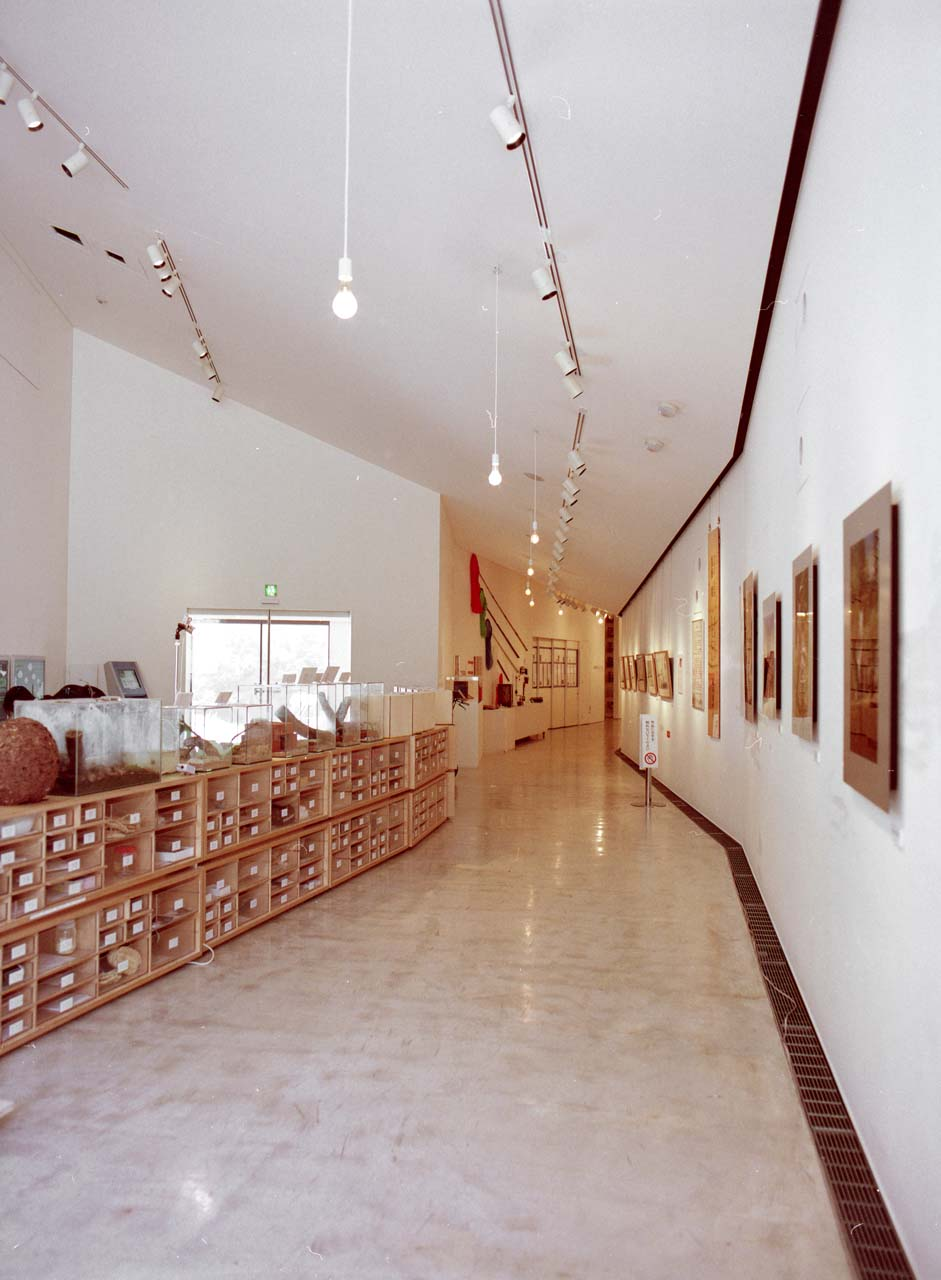
企画展示
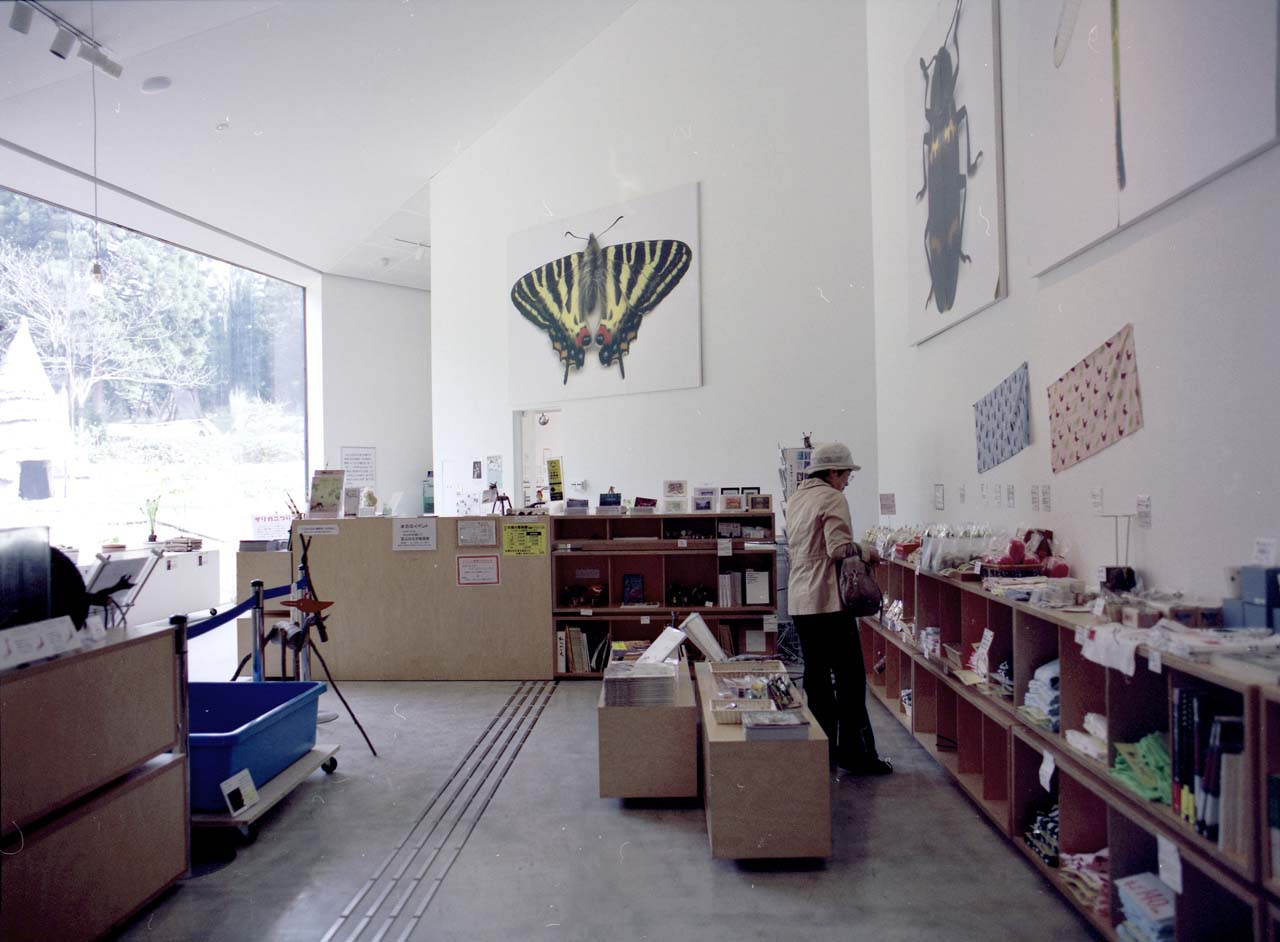
企画展示
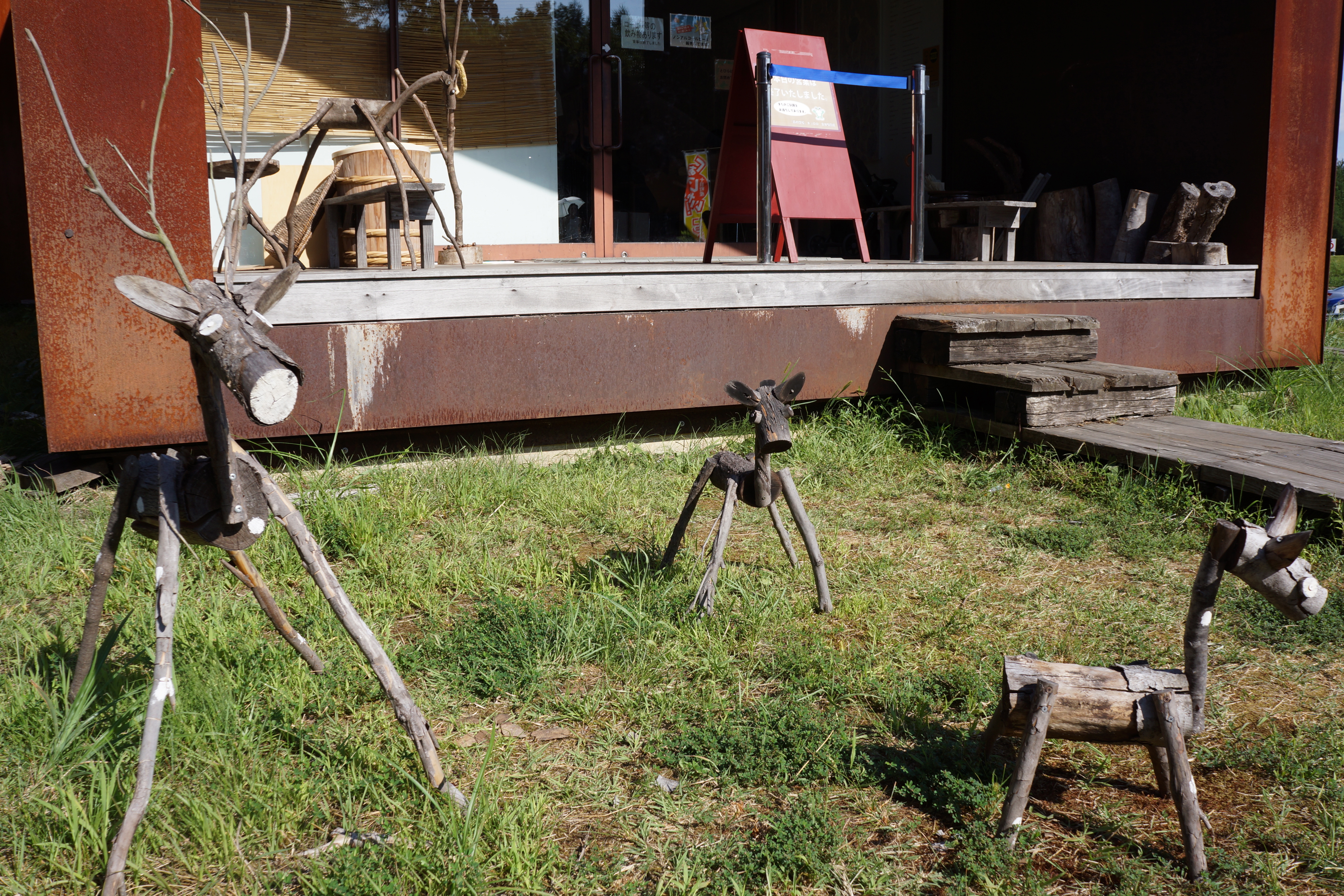
屋外展示
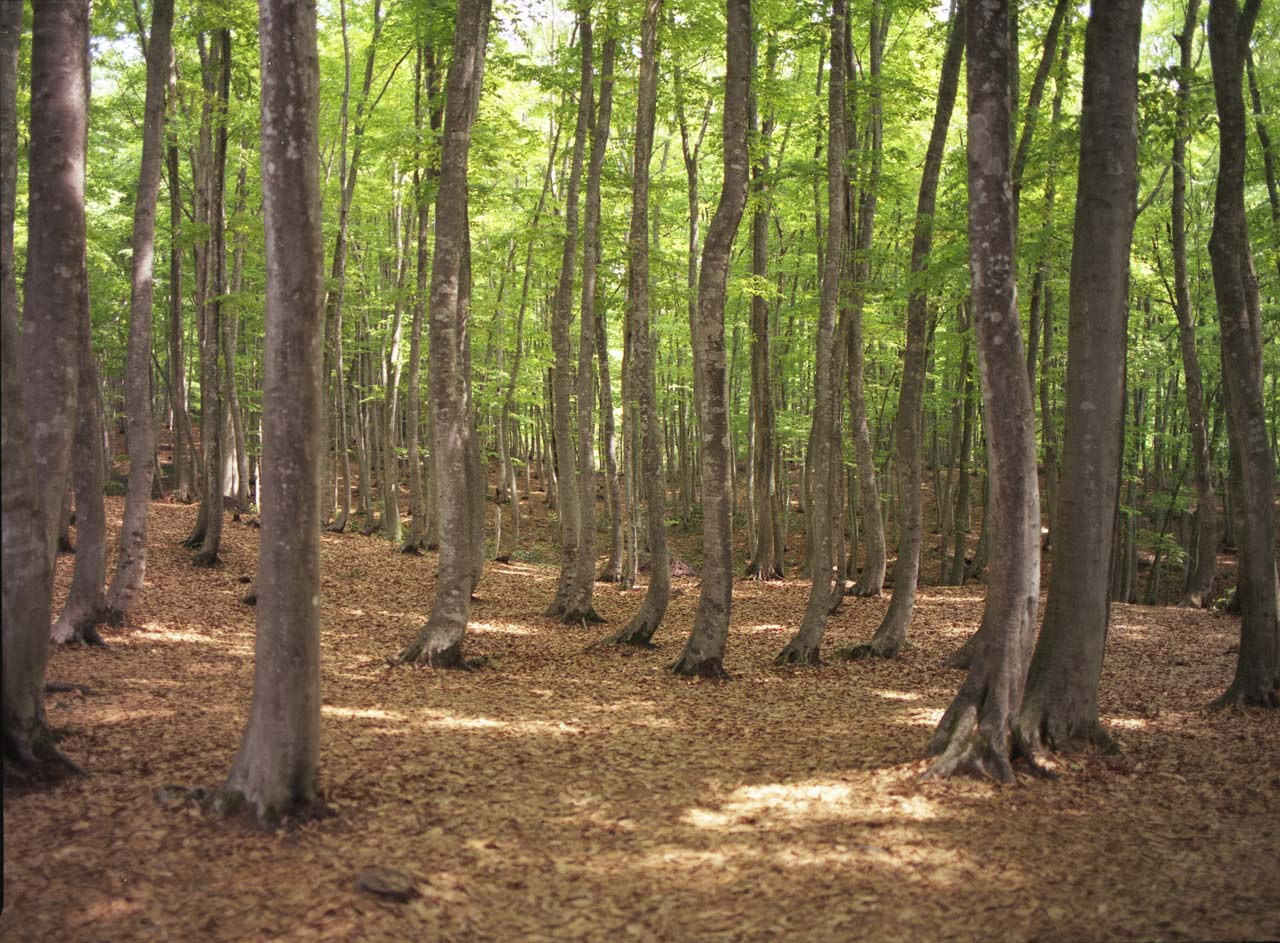
キョロロの森
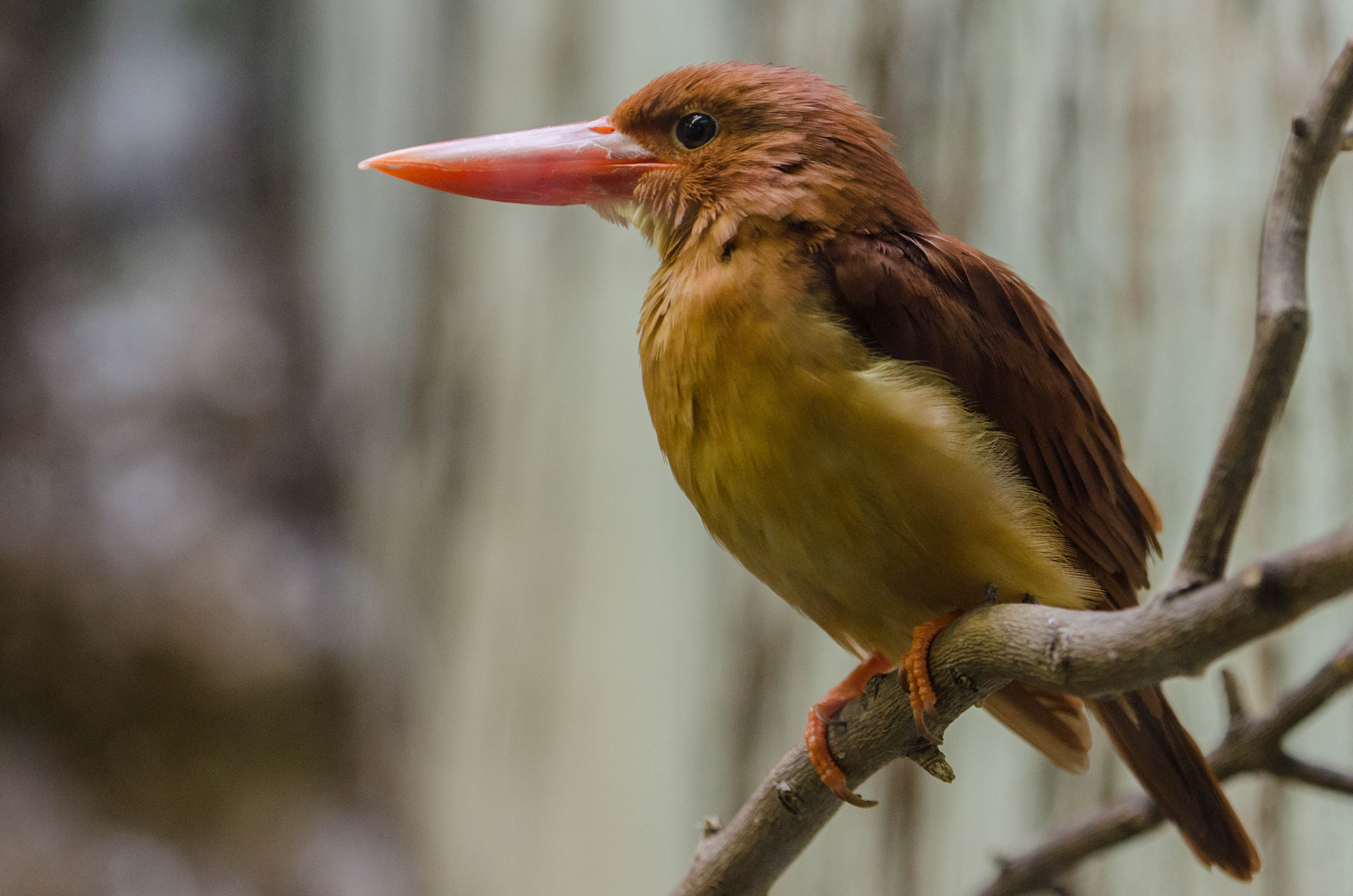
「キョロロ」と鳴くアカショウビン（上野動物園）

## 常設展[7]
- 志賀夘助チョウコレクション -
- 里山の生物多様性（生体展示・標本・パネル）
- ZooMuSee（ズームシー）
- 大地の芸術祭作品　など

## 教育普及活動[8]
- 日本自然保護大賞（教育普及部門）受賞
- つまり市民里山学会
- 市民参加型生物多様性調査　など

## 里山の生物多様性保全活動[9]
- 絶滅危惧種の保護活動
- 外来種の駆除・管理活動
- 里山管理活動と連動した市民参加型の生物多様性保全活動
- 森づくり活動・木育活動　など

## 周辺フィールド
- キョロロの森（フィールドミュージアム）[10] - キョロロが管理する約80haの里山保全地域。ブナ林、休耕田を利用して作ったため池群、ヨシやカサスゲの湿地などの多様で豊かな自然環境が拡がる。「キョロロの森」を舞台に自然観察をはじめとした各種体験プログラムや動植物の保全活動が行われてる。なお「キョロロの森」は、鳥獣保護区、環境省の生物保全上重要な里地里山(重要里地里山)にも選定されている。入山には開館日の開館時間のみ。入山受付が必須。
- 美人林 - 「森の学校」キョロロの近くにあるブナ二次林[11]。

## 交通アクセス
- 北越急行ほくほく線まつだい駅から東頸バス・松之山温泉行で15分、「堺松」下車後徒歩20分（冬季は「松之山分校前」下車後徒歩30分）[12][13]。
- 同駅から東部タクシーで約15分[12]。
- 松之山温泉から車で10分。宿によってはツアーあり。
- 駐車場あり（無料）。